# Kraichgau-Hohenlohe-Weg
Der Kraichgau-Hohenlohe-Weg (ehemals Kraichgau-Burgenweg) war ein 166 km langer Radfernweg im nördlichen Baden-Württemberg. Er durchquerte Baden-Württemberg von West nach Ost. Er begann in Kronau im Rheintal und führte durch das Kraichgau und Hohenlohe zum Taubertal. Er wurde 2022 durch den Württemberger Weinradweg ersetzt.

## Streckenverlauf
Der erste Streckenabschnitt führte von Kronau in den Kurort Bad Schönborn. Weiter ging es über Östringen mit seiner barocken Pfarrkirche in Östringen. Eine weitere Sehenswürdigkeit am Weg ist das Wasserschloss in Eichtersheim. Bei Heilbronn erreichte man den Neckar und die Grenze zwischen dem Kraichgau und Hohenlohe. Der Weg führte dann über in die von Schlössern gesäumte Region um Öhringen, Neuenstein und Waldenburg. Bei Langenburg querte man kurz hintereinander das Kochertal und das Jagsttal. Endpunkt war das fränkische Mittelalterstädtchen Rothenburg ob der Tauber.